# Demons (canção de Imagine Dragons)
"Demons" é uma canção da banda estadunidense Imagine Dragons, contida em álbum de estreia Night Visions (2013). Foi composta pelos cinco integrantes Ben McKee, Dan Platzman, Dan Reynolds e Wayne Sermon juntamente com Josh Mosser e Alexander Grant, sendo produzida pelo último. O seu lançamento como quarto single do disco ocorreu inicialmente em 28 de janeiro de 2013, através da Interscope Records.
A canção obteve um ótimo desempenho comercial nos Estados Unidos, atingindo a 6ª posição da Billboard Hot 100, se tornando o segundo single da banda a atingir o Top 10 depois de Radioactive. Também conseguiu um sucesso relevante mundialmente, alcançando o Top 10 de países como Canadá, Áustria e Itália.

## Videoclipe
Um relatório da MTV sobre o videoclipe de "Demons" declarou que "se encaixa muito bem com a imagem artística de Imagine Dragons". Lançado em 7 de maio de 2013 e filmado em Las Vegas no desempenho da banda no The Joint em 9 de fevereiro de 2013, o vídeo apresenta uma mistura de imagens ao vivo da banda e uma narrativa. Vários personagens com dificuldades pessoais são representadas, incluindo uma vítima de abuso dos pais, um veterano militar, e um homem anoréxico que olha para si mesmo no espelho. O vídeo termina com uma dedicação a Tyler Robinson (1995-2013), um fã da banda que morreu aos 17 anos de idade em março 2013 após uma batalha contra o câncer.[carece de fontes?]

## Faixas e formatos
| Download digital |                                    |         |  |
| N.º              | Título                             | Duração |  |
| 1.               | "Demons" (Imagine Dragons Remix)   | 3:16    |  |
| 2.               | "Demons" (KIDinaKORNER Remix)      | 3:19    |  |
| 3.               | "Demons" (Acoustic Live in London) | 3:07    |  |
| 4.               | "Demons" (vídeo musical)           | 3:56    |  |